# Sergio Ortega
Pour les articles homonymes, voir Ortega.
Sergio Ortega, né le 2 février 1938 à Antofagasta et mort le 16 septembre 2003 à Paris, est un compositeur et pianiste chilien.

## Biographie
Sergio Ortega, né en 1938 à Antofagasta dans le nord du Chili, est le fils d'un radiologue. Il est scolarisé chez les jésuites, puis commence une spécialisation en architecture à Santiago qu'il abandonne pour étudier la musique.
Il apprend la composition au Conservatoire national de l'Université du Chili auprès de Gustavo Becerra-Schmidt (en) et Roberto Falabella (es) et devient professeur en 1969.
Il fait la connaissance du poète chilien Pablo Neruda avec lequel il travaille en collaboration, notamment pour composer un opéra à partir de la pièce de théâtre Joaquim Murieta en 1966.
Pendant la période de l'Unité populaire, il est directeur de la télévision Canal nueve et participe à la commission nationale de propagande du Parti communiste du Chili. Il contribue à la formation et au lancement des Quilapayún.
Après le coup d'État et le renversement du gouvernement Allende en 1973, il quitte le Chili et s'établit en France. En 1977, Ortega visite l'URSS, participe au festival « Œillet rouge ».
Représentant d'un mouvement d'expression musicale connu sous le nom de « Nueva Canción Chilena » (la nouvelle chanson chilienne), ses caractéristiques sont des éléments du folklore et un engagement pour la justice sociale. 
Sergio Ortega compose de nombreux opéras, cantates et musiques de films dont les plus connues sont les chansons El pueblo unido et Venceremos (Nous vaincrons - thème de la campagne présidentielle de Salvador Allende), composées pour l'Unité populaire du Chili (alliance entre le Parti socialiste et le Parti communiste). Il est l'auteur de la musique du classique du nouveau cinéma chilien, Le Chacal de Nahueltoro.
De 1981 à 2003, il est directeur de l'École nationale de musique à Pantin où il donne de nombreux cours de composition aux jeunes Pantinois.
Il meurt le 16 septembre 2003 à l'hôpital Saint-Louis d'un cancer au pancréas à l'âge de 65 ans. Un hommage lui est rendu dans la ville de Pantin avant qu'il ne soit inhumé à Santiago.